# Hortolà (professió)
Un hortolà és una persona que té com a ofici conrear els horts. Antigament, era el nom genèric que rebia a les ciutats la gent que es dedicava a tasques agrícoles, perquè, dins les ciutats o en el seu entorn, les terres cultivades eren horts.

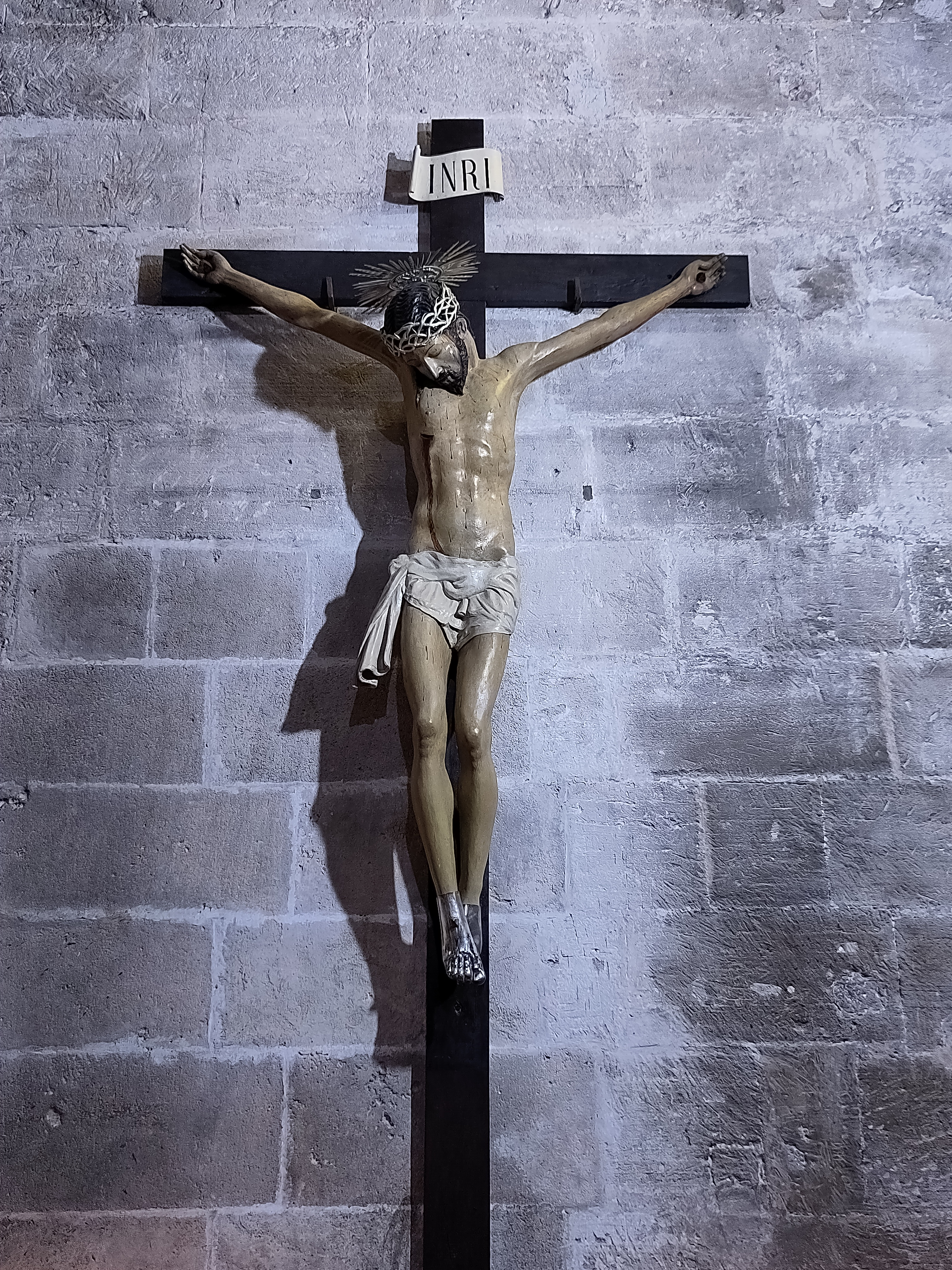
El Crist dels Hortolans de Mallorca

A Barcelona, al segle xv, estaven organitzats en una confraria, que tenia com a patró els sants Abdó i Senén. A Lleida, l'any 1429, hi havia almenys vint-i-sis hortolans, que conreaven les hortes que hi havia a tot el voltant de la ciutat.
A Mallorca, els hortolans també s'organitzaven entorn d'un col·legi professional, que va ser fundat el 1361. El seu patró era sant Antoni, que veneraven a Sant Antoniet, situat al carrer de Sant Miquel, carrer on també tenien la sala del col·legi. Els hortolans tenien un santcrist que guardaven a Sant Antoniet i actualment es guarda a l'església de Sant Miquel, que passà a administrar els béns d'aquesta església quan l'orde dels Antonians fou suprimit. L'escut del col·legi consistia en un càvec.